# Francisco Maceín
Francisco Maceín (c. 1872-1903) fue un periodista y escritor español.

## Biografía
Amigo de Fermín Salvochea y Rafael Delorme, fue redactor de La República Social (1895), Germinal (1897), —en la que se habría alineado junto a Ernesto Bark en un socialismo no marxista—, El Progreso de Játiva y La Conciencia Libre de Málaga. Según Dolores Thion Soriano-Mollá habría usado el pseudónimo «Julio Thermidor». Falleció con tan solo treinta y un años de edad a principios de abril de 1903. Fue enterrado en el cementerio del Este de Madrid.